# Durango (komiks)
Durango – seria komiksowa stworzona przez Belga Yves’a Swolfsa w 1981, ukazująca się we francuskojęzycznym oryginale nakładem wydawnictwa Soleil. Swolfs jest autorem scenariuszy do wszystkich tomów oraz ilustratorem tomów 1–13. Autorami rysunków kolejnych części są: Francuz Thierry Girod (tomy 14–16) i Włoch Giuseppe Ricciardi (pseudonim Iko, od tomu 17.). Od 2022 ukazuje się seria poboczna Durango – La jeunesse (pol. Durango – Młodość) według scenariusza Swolfsa i z rysunkami Romana Surżenki.
Po polsku serię publikuje wydawnictwo Elemental.

## Fabuła
Seria opowiada o Durango, tajemniczym rewolwerowcu, który pod koniec XIX w. przemierza Dziki Zachód, broni uciśnionych i popada w konflikty z przestępcami. Komiks nawiązuje atmosferą do tzw. spaghetti westernów, a główny bohater przypomina z wyglądu Clinta Eastwooda, aktora, który zagrał w wielu filmach utrzymanych w tej konwencji.

## Tomy
| Tom                         | Tytuł i rok I wydania polskiego | Tytuł i rok wydania I wydania oryginalnego |
| seria Durango               | seria Durango                   | seria Durango                              |
| --------------------------- | ------------------------------- | ------------------------------------------ |
| 1                           | Psy zdychają zimą (2014)        | Les chiens meurent en hiver (1981)         |
| 2                           | Dni gniewu (2014)               | Les Forces de la colère (1982)             |
| 3                           | Pułapka na zabójcę (2014)       | Piège pour un tueur (1983)                 |
| 4                           | Amos (2014)                     | Amos (1984)                                |
| 5                           | Strzały nad Sierrą (2015)       | Sierra sauvage (1985)                      |
| 6                           | Ostatni desperado (2015)        | Le Destin d’un desperado (1986)            |
| 7                           | Loneville (2015)                | Loneville (1987)                           |
| 8                           | Powód do śmierci (2015)         | Une raison pour mourir (1988)              |
| 9                           | Złoto Duncana (2016)            | L’Or de Duncan (1990)                      |
| 10                          | Na żer szakalom (2016)          | La Proie des chacals (1991)                |
| 11                          | Kolorado (2016)                 | Colorado (1992)                            |
| 12                          | Dziedziczka (2016)              | L’Héritière (1994)                         |
| 13                          | Bez litości (2017)              | Sans pitié (1998)                          |
| 14                          | Krok do piekła (2017)           | Un pas vers l’enfer (2006)                 |
| 15                          | El Cobra (2017)                 | El Cobra (2008)                            |
| 16                          | Zmierzch ścierwojada (2018)     | Le Crépuscule du Vautour (2012)            |
| 17                          | Jessie (2019)                   | Jessie (2016)                              |
| 18                          | Zakładnik (2022)                | L'Otage (2021)                             |
| 19                          | Oro maldito (2025)              | Oro maldito (2024)                         |
| seria Durango – La jeunesse |                                 |                                            |
| 1                           |                                 | Le premier homme que tu tueras (2022)      |
| 2                           |                                 | De feu et de sang (2023)                   |
| 3                           |                                 | Captain Owens (2024)                       |